# Rivière à Gagnon
Pour les articles homonymes, voir Gagnon.
La Rivière à Gagnon coule dans le canton de Fortin, dans le territoire non organisé de Mont-Alexandre, ainsi que dans le territoire des villes de Percé et de Grande-Rivière (Québec), dans la municipalité régionale de comté (MRC) Le Rocher-Percé, dans la région administrative de la Gaspésie-Îles-de-la-Madeleine, au Québec, au Canada.
La "Rivière à Gagnon" est un affluent de la rive Est de la Grande Rivière laquelle coule vers le Sud jusqu'à la rive Nord de la Baie des Chaleurs ; cette dernière s'ouvre vers l'Est sur le golfe du Saint-Laurent.

## Géographie
La « Rivière à Gagnon » prend sa source de ruisseaux de montagne dans la partie centre Est du territoire non organisé de Mont-Alexandre (canton de Fortin). Cette source est située à :
- 1,9 km au Nord de la limite de la ville de Percé ;
- 4,6 km à l'Est du cours de la Grande Rivière Est (Percé) ;
- 6,8 km au Nord-Est de la confluence de la « rivière à Gagnon ».

À partir de sa source, la « Rivière à Gagnon » coule sur 9,7 km répartis selon les segments suivants :
- 3,1 km vers le Sud dans le territoire non organisé de Mont-Alexandre, jusqu'à la limite de la ville de Percé ;
- 3,1 km vers le Sud, jusqu'à la confluence d'un ruisseau (venant du Nord-Ouest) ;
- 1,2 km vers le Sud-Est, jusqu'à la confluence d'un ruisseau (venant du Nord-Est) ;
- 0,5 km vers le Sud-Ouest, jusqu'à la confluence d'un ruisseau (venant du Sud-Est) ;
- 0,1 km vers le Sud-Ouest, jusqu'à la limite de la ville de Grande-Rivière (Québec) ;
- 1,7 km vers l'Ouest, jusqu'à sa confluence[1].

La « Rivière à Gagnon » se déverse sur la rive Est de la Grande Rivière (Percé) à 0,4 km en amont de "Le Rapide Blanc". Cette confluence est située à :
- 1,9 km en amont de la confluence de la Grande Rivière Ouest (Percé) ;
- 7,7 km au Nord du pont de la route 132 enjambant la Grande Rivière au village de Grande-Rivière (Québec), près de la confluence de la rivière.

## Toponymie
Le toponyme "Rivière à Gagnon" a été officialisé le 7 avril 1983 à la Commission de toponymie du Québec.